# Сенот
Сено́т (исп. cenote, «сено́те») — форма карстового рельефа, естественный провал, образованный при обрушении свода известняковой пещеры, в которой протекают подземные воды.  Сеноты находятся на полуострове Юкатан в Мексике и близлежащих островах Карибского бассейна.  В прошлом использовались древними индейцами майя в качестве водных источников и мест для жертвоприношений.

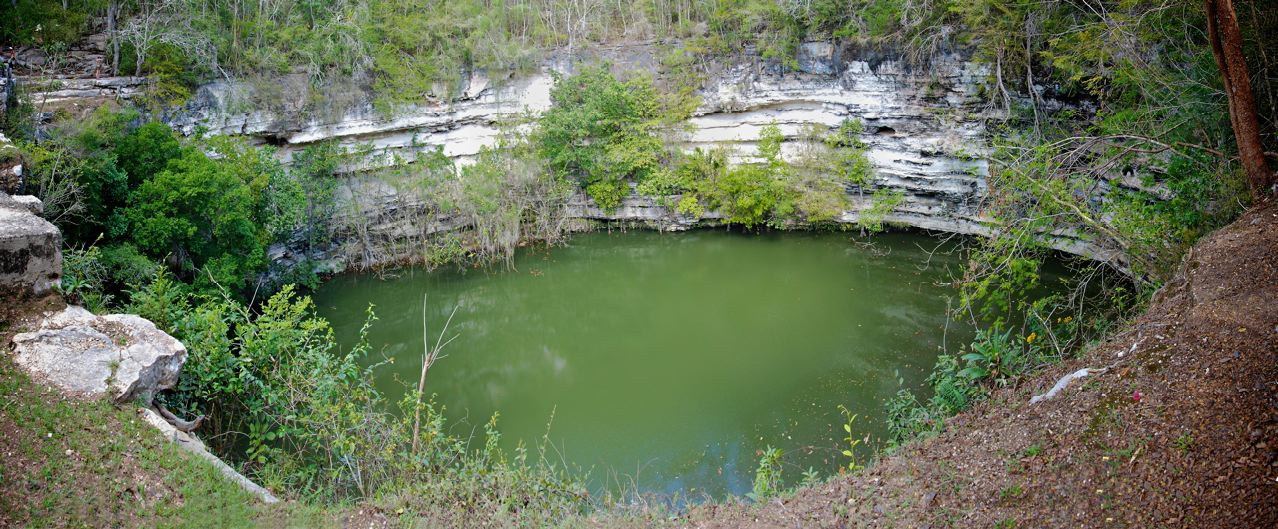
Священный сенот, Чичен-Ица, Мексика

Название пришло из языка индейцев майя от слова ts'onot («цонот», «колодец»).  Майя называли сеноты «вратами в царство мёртвых» и считали их воды священными.  Особенно известен Священный сенот в древнем городе Чичен-Ица. Некоторые сеноты Юкатана, такие как Дос Охос (исп. Dos Ojos — «Два глаза») и Чак Моль (Chac Mol) пользуются популярностью у любителей дайвинга.

## Галерея

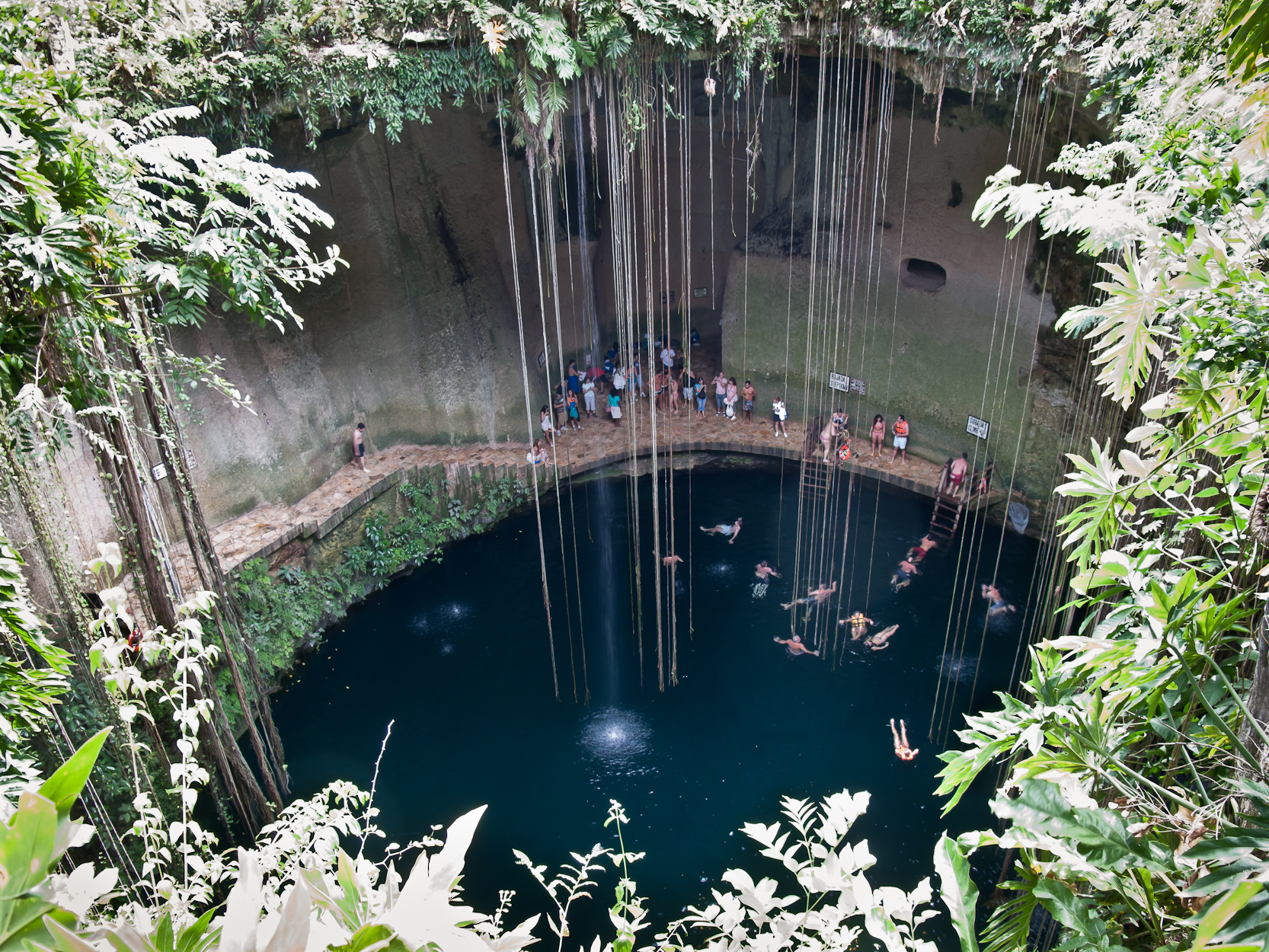
Сенот Ик-Киль в муниципалитете Тинум
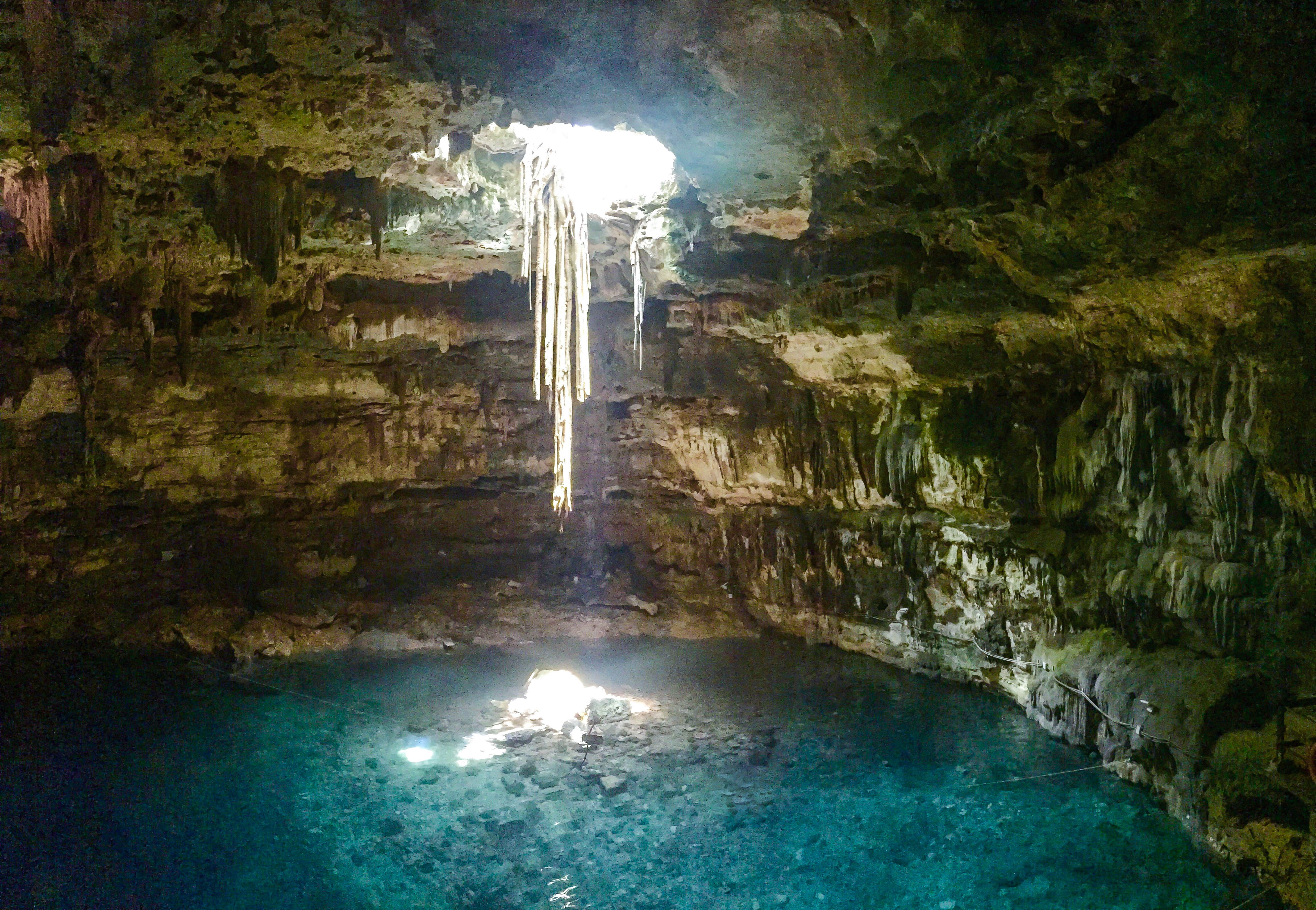
Сенот в муниципалитете Вальядолид